# Paepalanthus grao-mogolensis
Paepalanthus grao-mogolensis är en gräsväxtart som beskrevs av Silveira. Paepalanthus grao-mogolensis ingår i släktet Paepalanthus och familjen Eriocaulaceae. Inga underarter finns listade i Catalogue of Life.